# Barrale di Marsiglia
Raimondo Goffredo di Marsiglia, meglio noto come Barral(e) di Marsiglia (... – 1192), è stato un visconte di Marsiglia.
Terzo figlio di Ugo Goffredo di Marsiglia e Cecilia di Aurons, Barral di Marsiglia fu mecenate e patrono di trovatori, tra i quali Folquet de Marselha e Peire Vidal.
Sposa in prime nozze Alasacia Porcellet, figlia di Ugo Sacristan e Galberga Porcellet, dalla quale ebbe una figlia, Barrale. Più tardi ripudierà Adelaide, sposando Maria di Montpellier nel 1192 o poco prima, ma Barral muore nello stesso anno.
Sua figlia, Barrale, sposata a Ugo III di Baux, figlio di Bertrando I di Baux e Tibors d'Orange (figlia di Guilhem d'Aumelas). Il loro figlio sarà Barral di Baux.